# Gyóró
Gyóró is een plaats (község) en gemeente in het Hongaarse comitaat Győr-Moson-Sopron. Gyóró telt 446 inwoners (2001).

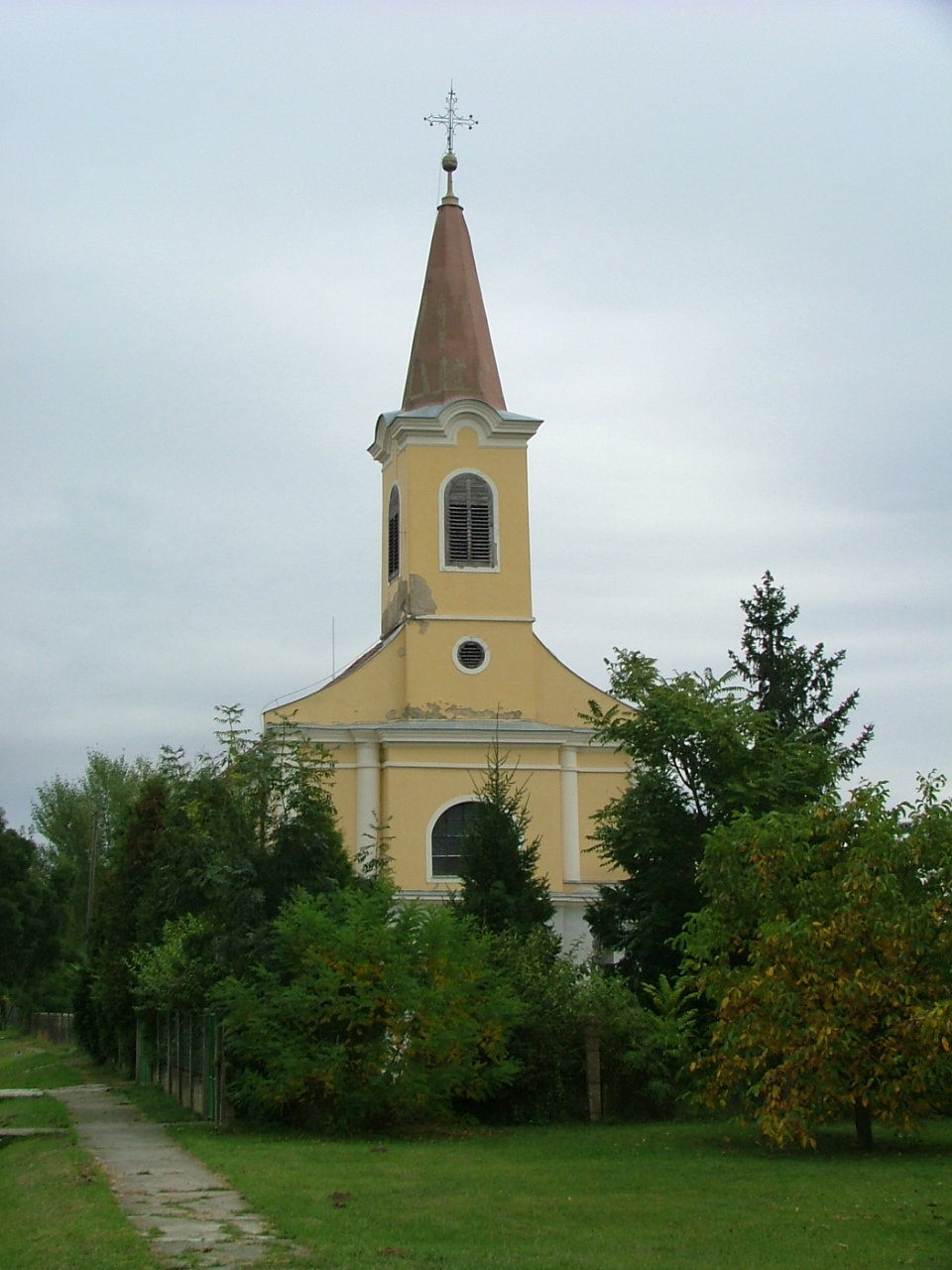
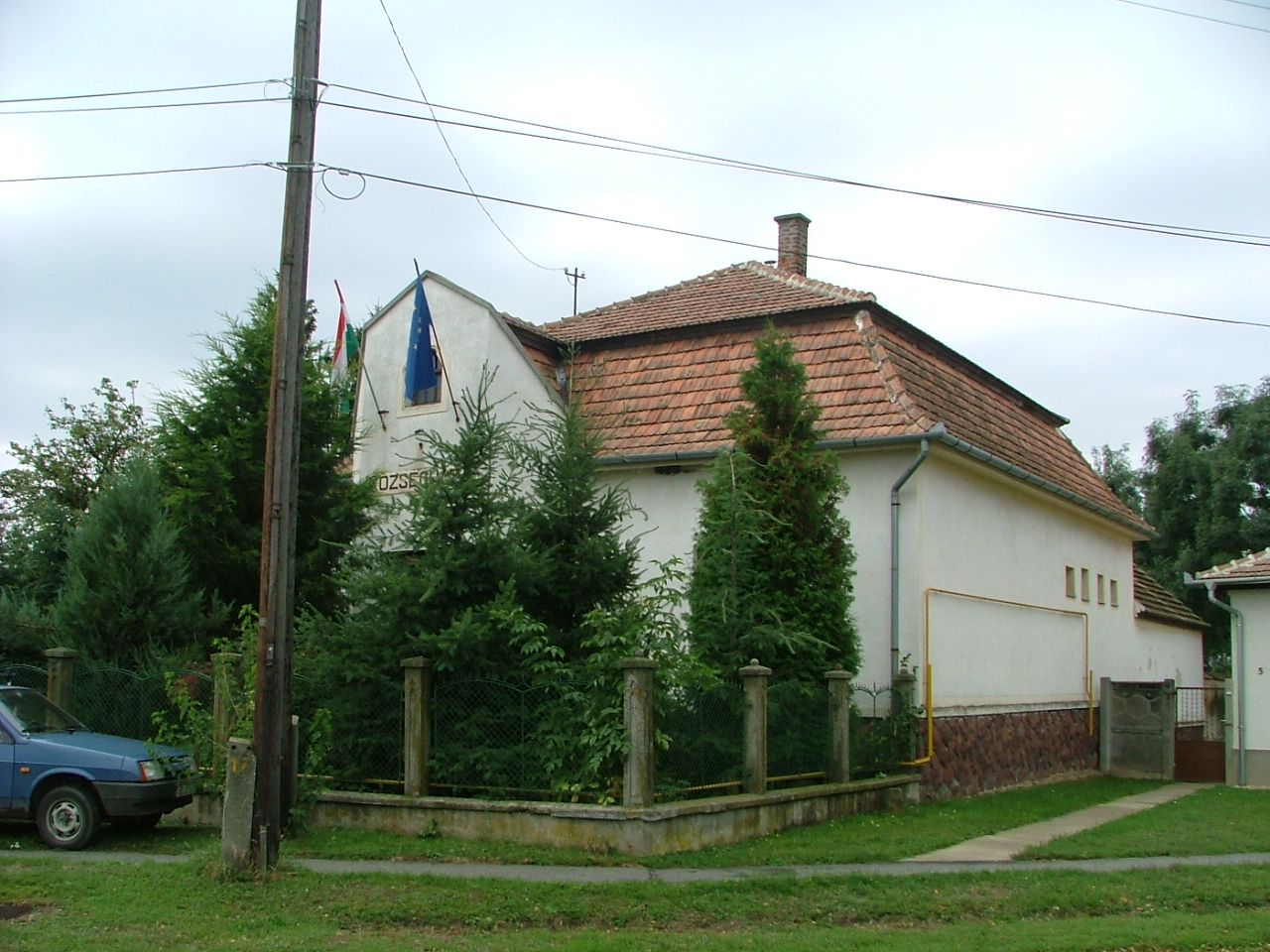
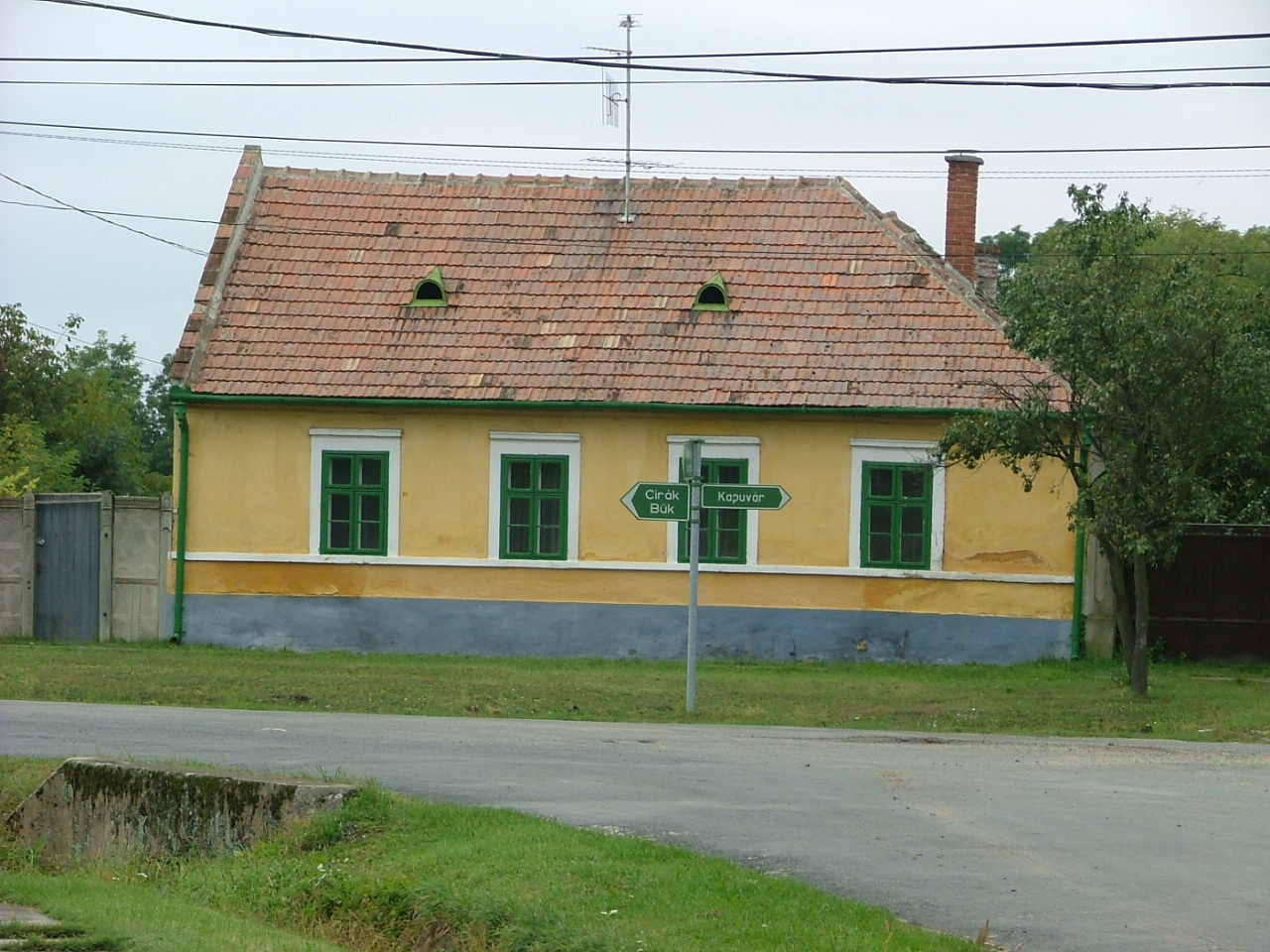